# 孟買足球場
孟買足球場是一座位於印度孟買的綜合性體育場。它位於安德瑞體育園區，主要用於舉辦足球賽事。本體育場為印度超級聯賽孟買市足球俱樂部的主場。本體育場為2017年國際足總U-17世界盃比賽場館之一。